# Labrum acétabulaire
Pour un article plus général, voir Labrum.
Le labrum acétabulaire (ou labrum glénoïdal ou bourrelet cotyloïdien) est un anneau de fibrocartilage constitutif de l'articulation coxale.

## Description
Le labrum acétabulaire forme un anneau de section triangulaire qui entoure l'acétabulum. Il est appliqué sur le limbus de l'acétabulum par sa base.
Sa face périphérique est convexe est donne insertion à la capsule articulaire de l'articulation.
Sa face profonde est concave, articulaire et en continuité avec la surface lunaire de l'acétabulum.
Il comble les incisures ilio-pubienne et ilio-ischiatique et il forme un pont au-dessus de l'incisure ischio-pubienne en forment le ligament transverse de l'acétabulum.
Il étend et approfondit la surface articulaire de l'acétabulum avec la tête fémorale.
La partie antérieure est la plus vulnérable lorsque le labrum se déchire.

## Aspect clinique
Lors de traumatismes aigus ou répétés, le labrum acétabulaire peut être sujet à une déchirure, sa partie antérieure étant la plus vulnérable.